# Aletta africanus
Aletta africanus är en insektsart som beskrevs av Melichar 1904. Aletta africanus ingår i släktet Aletta och familjen dvärgstritar. Inga underarter finns listade i Catalogue of Life.